# Isabelle von Bueltzingsloewen
Isabelle von Bueltzingsloewen est une historienne française, née en 1964. Elle est spécialiste d'histoire de la santé publique et de la médicalisation du XVIIIe au XXe siècle. 

## Biographie
Ancienne élève de l'ENS Fontenay-Saint-Cloud (1984 L), agrégée d'histoire (1987), docteure en histoire (1992) et habilitée à diriger des recherches (2007), elle est depuis 2010 professeur d'histoire et de sociologie de la santé à l'université Lumière-Lyon-II, après avoir été maître de conférences dans la même université depuis 1993. Elle est membre du laboratoire de recherche historique Rhône-Alpes (LARHRA, équipe RESEA). Elle a précédemment été membre de l'axe de recherche « santé/assistance », du Centre Pierre-Léon d'histoire économique et sociale (Lyon), aujourd'hui disparu.
Après avoir été vice-présidente chargée de la Recherche de 2016 à 2024, elle est devenue présidente de l'université Lumière-Lyon-II depuis le 5 juillet 2024. 

## Controverse
En avril 2025, alors qu'elle est présidente de l'université, un cours de Fabrice Balanche, a été interrompu par des militants pro-palestiniens, affiliés au groupe radical « Lyon2 Autonome », masqués et encapuchonnés, le traitant de « raciste », de « sioniste » et de « pro-Assad ». Isabelle von Bueltzingsloewen condamne ces « faits intolérables » des militants. Fabrice Balanche affirme dans de nombreux médias que l'université serait gangrenée par l'« islamo-gauchisme », et parle de « dérives islamistes » à l'université, dont la direction serait laxiste. La présidente considère ces « paroles affligeantes, complotistes et délétères pour l’université »,. Le Point rapporte que cette réaction suscite la consternation de collègues de Fabrice Balanche, dont un requiert l'anonymat, compte-tenu du « climat délétère » qui régnerait sur le campus de Bron. En réaction, le président de la région et Laurent Wauquiez sollicitent une « mission d’inspection indépendante sur les dérives préoccupantes ayant lieu au sein de l’université Lyon 2 ». Cinquante universitaires appellent, dans Le Figaro, à la démission de la présidente qui reçoit le soutien de France Universités et du sénateur écologiste Thomas Dossus,. À la suite de cette polémique, Isabelle von Bueltzingsloewen reçoit des menaces de mort. Une enquête est ouverte par le parquet de Lyon sur les chefs de « menace de mort sur personne chargée d’une mission de service public et harcèlement en ligne ».

## Publications

### Ouvrages
- Machines à instruire, machines à guérir : les hôpitaux universitaires et la médicalisation de la société allemande (1730-1850), Presses universitaires de Lyon, 1997  (ISBN 2-7297-0582-1)
- L'hécatombe des fous : la famine dans les hôpitaux psychiatriques français sous l'Occupation, Aubier, 2007  (ISBN 978-2-7007-2364-9), rééd. : Flammarion-Champs, Histoire, 2009,  (ISBN 978-2-0812-2479-7)

### Direction d'ouvrages
- La charité en pratique : Chrétiens français et allemands sur le terrain social : XIXe – XXe siècles, avec Denis Pelletier, Presses universitaires de Strasbourg, 1999  (ISBN 2-86820-023-0)
- « Morts d'inanition » : famine et exclusions en France sous l'Occupation, Presses universitaires de Rennes, 2005  (ISBN 2-7535-0136-X)
- Les Cahiers d'Abraham Zoltobroda : du camp de Beaune-la-Rolande à l'hôpital psychiatrique de Fleury-les-Aubrais, traduction du yiddish par Batia Baum, en collaboration avec Hélène Mouchard-Zay et Benoît Verny, Les Éditions CERCIL, 2007  (ISBN 978-2-9507-5618-3) (BNF 41323511)

### Sélection d'articles
- « Sœur de charité ou diaconesse ? La confessionnalisation des soins aux malades dans l'Allemagne du XIXe siècle », in Olivier Faure (dir.), Les femmes soignantes.- Bulletin du Centre Pierre-Léon d'histoire économique et sociale, nos 2-3, 1995, p. 7-20.
- « Confessionnalisation et médicalisation des soins aux malades au XIXe siècle. Essai de réflexion à partir des cas allemands et français », in Olivier Faure [dir.], Médicalisation et professions de santé, XVIe – XXe siècles.- Revue d'histoire moderne et contemporaine, tome 43, octobre-décembre 1996, p. 532-651.
- « Medikalisierung oder medizinische Vergesellschaftung ? Renouvellement récents de l'histoire sociale et culturelle de la santé et de la médecine en Allemagne », in Bulletin de la Mission historique française en Allemagne, no 34, juin 1998.

### Entretien
- « La famine dans les hôpitaux psychiatriques français sous l'Occupation », entretien avec Nicole Horassius-Jarrié, L'Information psychiatrique, vol. 83, no 8, octobre 2007, p. 721-725